# Distretto di Sion
Il distretto di Sion (in tedesco Sitten) è un distretto del Canton Vallese, in Svizzera. Confina con i distretti di Hérens a est e a sud, di Sierre a sud-est, di Conthey a ovest, con il Canton Vaud (distretto di Aigle) a nord-ovest e con il Canton Berna (distretto di Saanen) a nord. Il capoluogo è Sion.

## Comuni
Amministrativamente è diviso in 5 comuni:
- Arbaz
- Grimisuat
- Savièse
- Sion
- Veysonnaz

### Divisioni
- 1877: Ayent (distretto di Hérens) → Arbaz, Ayent (distretto di Hérens)

### Fusioni
- 1968: Bramois, Sion → Sion
- 2013: Salins, Sion → Sion
- 2017: Les Agettes (distretto di Hérens), Sion → Sion